# Domagoj Bubalo
Domagoj Bubalo (Mostar, Bosnia y Herzegovina, 2 de agosto de 1991) es un baloncestista profesional bosnio con nacionalidad croata. Se desempeña en la posición de pívot y actualmente juega en el CB Almansa de la Liga LEB Oro.

## Trayectoria deportiva
Domagoj Bubalo destacó en Croacia desde muy joven, donde fue internacional en todas las categorías inferiores, siendo un fijo en las convocatorias hasta la categoría Sub-20. 
Es un pívot formado en el HKK Široki durante dos temporadas antes de firmar durante la temporada 2011-12 por KK Zagreb para sustituir a Ante Tomić por su fichaje por el Real Madrid Baloncesto. Más tarde, el pívot jugaría en diversos países como Estonia, Lituania, Grecia, Alemania, Georgia o Eslovaquia, entre otros.
En las temporada 2015-16 y 2016-17 formó parte de la plantilla de KK Šiauliai, con el que consiguió la Liga Báltica de 2016. 
La temporada 2018-19 juega en las filas del BC Dinamo Tbilisi, donde promedió 18 puntos y 10 rebotes en 34 minutos de juego. 
La temporada 2019-20 juega en las filas del BK Inter Bratislava, donde promedió 5.3 puntos y 2 rebotes por encuentro en 11 minutos y también participó en la FIBA Europe Cup.
El 25 de agosto de 2020, firma con el CB Almansa para jugar en Liga LEB Oro, lo que sería su debut en la segunda categoría del baloncesto español.